# Långegölen (Hylletofta socken, Småland)
Långegölen är en sjö i Sävsjö kommun i Småland och ingår i Lagans huvudavrinningsområde. Sjön är 6,7 meter djup, har en yta på 0,024 kvadratkilometer och befinner sig 284 meter över havet.